# Danh sách đĩa đơn bán chạy nhất thế giới

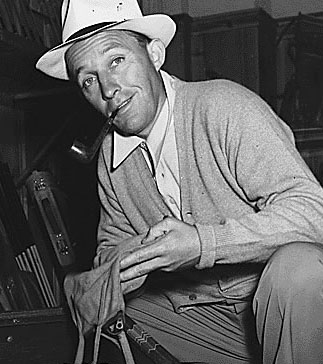
Ca khúc "White Christmas" (1942) của ca sĩ Bing Crosby là đĩa đơn thường bán chạy nhất thế giới, với hơn 50 triệu bản. Ngoài ra Crosby cũng nắm giữ một kỷ lục khác với đĩa đơn "Silent Night" là đĩa đơn có doanh số tiêu thụ lớn thứ 3 toàn thế giới, với 30 triệu bản.

Phiên bản của nữ danh ca lừng danh Whitney Houston cho bài hát "I Will Always Love You" là đĩa đơn của một nữ nghệ sĩ bán chạy nhất mọi thời đại với 22 triệu bản. Ngoài ra một bản hit khác của Houston là "I Wanna Dance with Somebody (Who Loves Me)" cũng đã bán ra được gần 9 triệu bản.

Danh sách các đĩa đơn bán chạy nhất liệt kê các đĩa đơn có lượng tiêu thụ lớn nhất trên toàn thế giới. Theo Sách Kỷ lục Guinness, ca khúc ngày lễ giáng sinh "White Christmas" (1942) của Bing Crosby là đĩa đơn thường bán chạy nhất thế giới, với hơn 50 triệu bản. "White Christmas" là "đĩa đơn bán chạy nhất thế giới" trước khi kỷ nguyên nhạc pop-rock ra đời và được Sách Guinness vinh danh lần đầu năm 1955, và hiện nay, ca khúc vẫn giữ kỷ lục này sau hơn 50 năm. Guinness cũng vinh danh cặp đĩa đơn từ thiện nhằm tưởng nhớ Công nương Diana, "Candle in the Wind 1997"/"Something About the Way You Look Tonight" (1997) bởi Elton John là đĩa đơn bán chạy thứ 2 trên thế giới, với 33 triệu bản. Kỷ lục đĩa đơn của một nữ nghệ sĩ thuộc về danh ca Whitney Houston với bài hát “I Will Always Love You”, hiện nay đã bán được 22 triệu bản. Trong danh sách các đĩa đơn kỹ thuật số bán chạy nhất, "I Gotta Feeling" của nhóm nhạc The Black Eyed Peas đứng đầu danh sách với 14,6 triệu bản tiêu thụ.
Những nghệ sĩ có nhiều đĩa đơn bán chạy nhất trong danh sách gồm Elvis Presley và Katy Perry (6 đĩa), Lady Gaga, Beyoncé Knowles và Britney Spears (5 đĩa). Doanh số đĩa bán ước tính cho các nghệ sĩ trên lần lượt là 52 triệu, 40 triệu, 44 triệu, 35 triệu và 33 triệu.

## Danh sách đĩa đơn thường bán chạy nhất

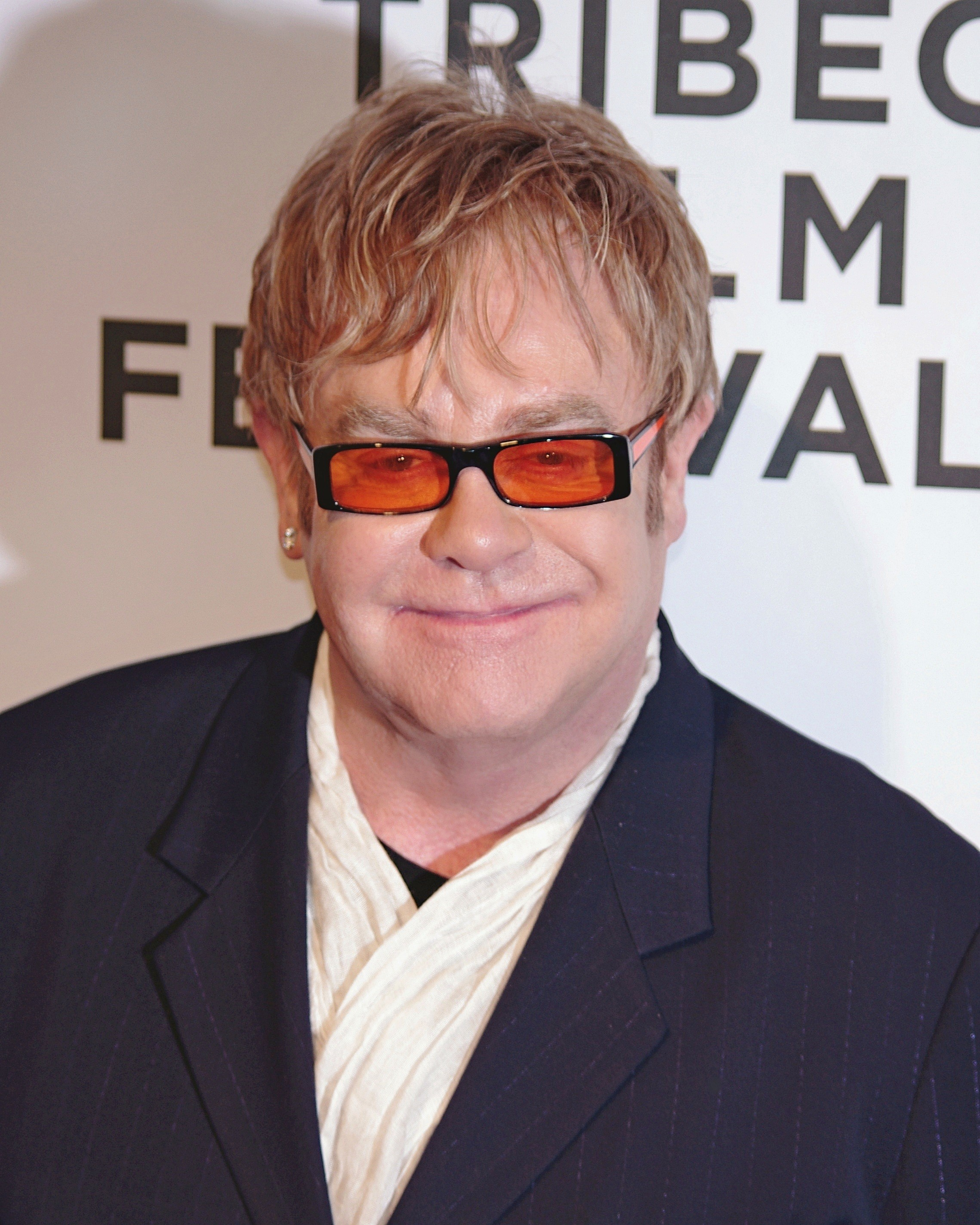
Cặp đĩa đơn "Candle in the Wind 1997"/"Something About the Way You Look Tonight" nhằm tưởng nhớ Công nương Diana có doanh số tiêu thụ lớn thứ 2 trên toàn thế giới, với 33 triệu bản.

### Trên 15 triệu bản
| Nghệ sĩ                 | Đĩa đơn                                                              | Năm  | Thể loại        | Doanh số (triệu bản) | Nguồn |
| ----------------------- | -------------------------------------------------------------------- | ---- | --------------- | -------------------- | ----- |
| Bing Crosby             | "White Christmas"                                                    | 1942 | Giáng sinh, pop | 50                   | [ 1 ] |
| Elton John              | "Candle in the Wind 1997"/"Something About the Way You Look Tonight" | 1997 | Pop             | 33                   |       |
| Bing Crosby             | "Silent Night"                                                       | 1935 | Giáng sinh, pop | 30                   | [ 2 ] |
| Bill Haley & His Comets | "Rock Around the Clock"                                              | 1954 | Rock & Roll     | 25                   | [ 3 ] |
| Whitney Houston         | "I Will Always Love You"                                             | 1992 | Pop             | 22                   |       |
| Elvis Presley           | "It's Now or Never"                                                  | 1960 | Pop             | 22                   | [ 4 ] |
| USA for Africa          | "We Are the World"                                                   | 1985 | Pop             | 20                   | [ 5 ] |
| The Ink Spots           | "If I Didn't Care"                                                   | 1939 | Doo-wop         | 19                   | [ 6 ] |
| Baccara                 | "Yes Sir, I Can Boogie"                                              | 1977 | Disco           | 18                   | [ 2 ] |
| Gene Autry              | "Rudolph the Red-Nosed Reindeer"                                     | 1949 | Giáng sinh, pop | 18                   | [ 7 ] |
| Celine Dion             | "My Heart Will Go On"                                                | 1997 | Pop             | 15                   | [ 8 ] |

### Từ 10 triệu bản đến 14,9 triệu bản
| Nghệ sĩ                           | Đĩa đơn                           | Năm  | Thể loại            | Doanh số (triệu bản) | Nguồn         |
| --------------------------------- | --------------------------------- | ---- | ------------------- | -------------------- | ------------- |
| Scorpions                         | "Wind of Change"                  | 1991 | Hard Rock           | 14                   | [ 9 ]         |
| Kyu Sakamoto                      | "Sukiyaki"                        | 1961 | Pop                 | 13                   | [ 10 ]        |
| Andrea Bocelli và Sarah Brightman | "Time to Say Goodbye"             | 1996 | Operatic pop        | 12                   | [ 11 ] [ 12 ] |
| Village People                    | "Y.M.C.A."                        | 1978 | Pop, disco          | 12                   | [ 13 ]        |
| Band Aid                          | "Do They Know It's Christmas?"    | 1984 | Giáng sinh, pop     | 11,7                 | [ 14 ]        |
| Terry Jacks                       | "Seasons in the Sun"              | 1974 | Pop                 | 11,5                 | [ 15 ]        |
| The Beatles                       | "I Want to Hold Your Hand"        | 1964 | Rock                | 11                   | [ 2 ]         |
| Carl Douglas                      | "Kung Fu Fighting"                | 1974 | Disco               | 11                   | [ 16 ] [ 17 ] |
| George McCrae                     | "Rock Your Baby"                  | 1974 | Disco               | 11                   | [ 2 ] [ 18 ]  |
| Los del Río                       | "Macarena"                        | 1995 | Dance-pop/Latin pop | 11                   | [ 19 ]        |
| Roger Whittaker                   | "The Last Farewell"               | 1975 | Pop                 | 11                   | [ 20 ]        |
| Mills Brothers                    | "Paper Doll"                      | 1943 | Đồng quê            | 11                   | [ 2 ]         |
| Cher                              | "Believe"                         | 1998 | Pop, Dance          | 10                   | [ 21 ]        |
| Elvis Presley                     | "Hound Dog"                       | 1956 | Rock & roll         | 10                   | [ 22 ]        |
| Mariah Carey                      | "All I Want for Christmas Is You" | 1994 | Giáng sinh          | 10                   | [ 23 ]        |
| Middle of the Road                | "Chirpy Chirpy Cheep Cheep"       | 1971 | Pop                 | 10                   | [ 2 ] [ 18 ]  |
| The Monkees                       | "I'm a Believer"                  | 1966 | Pop                 | 10                   | [ 24 ]        |
| Panjabi MC                        | "Mundian To Bach Ke"              | 1998 | Bhangra             | 10                   | [ 25 ]        |
| Procol Harum                      | "A Whiter Shade of Pale"          | 1967 | Progressive Rock    | 10                   | [ 2 ]         |
| Roy Acuff                         | "Wabash Cannonball"               | 1942 | Đồng quê            | 10                   | [ 2 ]         |

### Từ 7,7 đến 9 triệu bản
| Nghệ sĩ                                   | Đĩa đơn                                                | Năm  | Thể loại                | Doanh số(triệu bản) | Nguồn                |
| ----------------------------------------- | ------------------------------------------------------ | ---- | ----------------------- | ------------------- | -------------------- |
| Britney Spears                            | "...Baby One More Time"                                | 1998 | Pop                     | 9                   | [ 26 ]               |
| Whitney Houston                           | "I Wanna Dance with Somebody (Who Loves Me)"           | 1987 | Pop                     | 8,7                 |                      |
| Paul Anka                                 | "Diana"                                                | 1957 | Pop                     | 8,5                 | [ 4 ]                |
| Shakira                                   | "Whenever, Wherever"                                   | 2001 | Latin pop               | 8,5                 | [ 27 ]               |
| The Animals                               | "The House of the Rising Sun"                          | 1964 | Rock                    | 8                   | [ 28 ]               |
| Aqua                                      | "Barbie Girl"                                          | 1997 | Bubblegum dance         | 8                   | [ 29 ]               |
| The Beatles                               | "Hey Jude"                                             | 1968 | Rock                    | 8                   | [ 2 ]                |
| Beyoncé hợp tác với Jay-Z                 | "Crazy in Love"                                        | 2003 | R&B                     | 8                   | [ 30 ]               |
| Bryan Adams                               | "(Everything I Do) I Do It for You"                    | 1991 | Rock                    | 8                   | [ 31 ]               |
| Mahalia Jackson                           | "Move On Up a Little Higher"                           | 1948 | Gospel                  | 8                   | [ 32 ]               |
| Modern Talking                            | "You're My Heart, You're My Soul"                      | 1984 | Synthpop                | 8                   | [ 33 ]               |
| Nirvana                                   | "Smells Like Teen Spirit"                              | 1991 | Grunge                  | 8                   | [ 34 ]               |
| Mary Hopkin                               | "Those Were the Days"                                  | 1968 | Pop                     | 8                   | [ 2 ]                |
| Survivor                                  | "Eye of the Tiger"                                     | 1982 | Hard Rock [b]           | 8                   | [ 35 ] [ 36 ]        |
| Ricky Martin                              | "Livin' la Vida Loca"                                  | 1999 | Latin pop               | 8                   | [ 19 ]               |
| Shocking Blue                             | "Venus"                                                | 1969 | Pop                     | 7,5                 | [ 37 ]               |
| Ashanti                                   | "Foolish"                                              | 2002 | R&B                     | 7,2                 | [ 19 ]               |
| a-ha                                      | "Take on Me"                                           | 1985 | Synthpop                | 7                   | [ 38 ] [ 39 ]        |
| The Beatles                               | "Can't Buy Me Love"                                    | 1964 | Rock                    | 7                   | [ 40 ]               |
| Chic                                      | "Le Freak"                                             | 1978 | Disco                   | 7                   | [ 41 ]               |
| Christina Aguilera                        | "Genie in a Bottle"                                    | 1999 | Pop                     | 7                   | [ 19 ]               |
| Danyel Gérard                             | "Butterfly"                                            | 1971 | Pop                     | 7                   | [ 18 ] [ 42 ]        |
| Green Day                                 | "Boulevard of Broken Dreams"                           | 2004 | Alternative rock        | 7                   | [ 30 ]               |
| Julie Rogers                              | "The Wedding"                                          | 1964 | Pop                     | 7                   | [ 2 ] [ 43 ]         |
| Las Ketchup                               | "The Ketchup Song"                                     | 2002 | Bãi biển/Latin pop      | 7                   | [ 44 ]               |
| Puff Daddy hợp tác với Faith Evans và 112 | "I'll Be Missing You"                                  | 1997 | East Coast hip hop, R&B | 7                   | [ 45 ] [ 46 ] [ 47 ] |
| Queen                                     | "Another One Bites the Dust"                           | 1980 | Funk rock               | 7                   | [ 48 ]               |
| Royal Scots Dragoon Guards                | "Amazing Grace"                                        | 1972 | Hymn                    | 7                   | [ 18 ]               |
| Scott McKenzie                            | "San Francisco (Be Sure to Wear Flowers in Your Hair)" | 1967 | Pop                     | 7                   | [ 49 ]               |
| Vernon Dalhart                            | "The Prisoner's Song"                                  | 1924 | Đồng quê                | 7                   | [ 2 ]                |

## Danh sách đĩa đơn kỹ thuật số bán chạy nhất

### Trên 10 triệu bản
| Nghệ sĩ                                      | Đĩa đơn                        | Năm  | Thể loại                    | Doanh số (triệu bản) | Nguồn         |
| -------------------------------------------- | ------------------------------ | ---- | --------------------------- | -------------------- | ------------- |
| Hoa Thần Vũ                                  | "好想爱这个世界啊"             | 2019 | Pop                         | 20,6                 | [ 50 ]        |
| Billie Eilish                                | Bad Guy                        | 2019 | Pop                         | 20,5                 | [ 51 ]        |
| Camila Cabello (feat. Young Thug)            | Havana                         | 2017 | Pop                         | 20                   | [ 52 ]        |
| Lil Nas X                                    | Old Town Road                  | 2019 | Pop                         | 18,4                 | [ 51 ]        |
| The Black Eyed Peas                          | "I Gotta Feeling"              | 2009 | Dance-pop                   | 14,6                 | [ 53 ] [ 54 ] |
| Kesha                                        | "Tik Tok"                      | 2009 | Electropop                  | 13,65                | [ 53 ] [ 55 ] |
| Bruno Mars                                   | "Just the Way You Are"         | 2010 | Pop                         | 12,5                 | [ 56 ]        |
| Lady Gaga                                    | "Poker Face"                   | 2008 | Electropop                  | 12,3                 | [ 57 ]        |
| LMFAO hợp tác với Lauren Bennett và GoonRock | "Party Rock Anthem"            | 2011 | Electro-house               | 12                   | [ 56 ] [ 58 ] |
| Adele                                        | "Rolling in the Deep"          | 2010 | Soul                        | 14.2                 | [ 59 ] [ 60 ] |
| Bruno Mars                                   | "Grenade"                      | 2010 | Pop                         | 10,2                 | [ 56 ]        |
| Flo Rida hợp tác với T-Pain                  | "Low"                          | 2007 | Hip hop                     | 10,12                | [ 61 ]        |
| Gotye hợp tác với Kimbra                     | "Somebody That I Used to Know" | 2011 | Alternative rock, indie pop | 10                   | [ 62 ]        |
| Shakira hợp tác với Wyclef Jean              | "Hips Don't Lie"               | 2006 | Latin pop                   | 10                   | [ 63 ]        |

### Từ 7 đến 9,9 triệu bản
| Nghệ sĩ                                      | Đĩa đơn                            | Năm  | Thể loại                 | Doanh số (triệu bản) | Nguồn         |
| -------------------------------------------- | ---------------------------------- | ---- | ------------------------ | -------------------- | ------------- |
| Lady Gaga                                    | "Bad Romance"                      | 2009 | Electropop               | 9,92                 | [ 53 ]        |
| Lady Gaga hợp tác với Colby O'Donis          | "Just Dance"                       | 2008 | Electropop               | 9,81                 | [ 57 ]        |
| Jason Mraz                                   | "I'm Yours"                        | 2008 | Pop, Rock dân gian       | 9,6                  | [ 54 ] [ 64 ] |
| Eminem hợp tác với Rihanna                   | "Love the Way You Lie"             | 2010 | Hip hop                  | 9,3                  | [ 53 ]        |
| Carly Rae Jepsen                             | "Call Me Maybe"                    | 2012 | Pop                      | 9,1                  | [ 65 ]        |
| Lil Wayne hợp tác với Static Major           | "Lollipop"                         | 2008 | Rap                      | 9,1                  | [ 66 ]        |
| Madonna                                      | "Hung Up"                          | 2005 | Dance-pop, disco         | 9                    | [ 67 ]        |
| The Black Eyed Peas                          | "Boom Boom Pow"                    | 2009 | Hip hop                  | 8,5                  | [ 54 ]        |
| Maroon 5 hợp tác với Christina Aguilera      | "Moves Like Jagger"                | 2011 | Pop                      | 8,5                  | [ 56 ]        |
| Jennifer Lopez hợp tác với Pitbull           | "On the Floor"                     | 2011 | Dance                    | 8,4                  | [ 56 ]        |
| Lady Gaga                                    | "Born This Way"                    | 2011 | Electropop               | 8,2                  | [ 56 ]        |
| Pitbull hợp tác với Ne-Yo, Afrojack và Nayer | "Give Me Everything"               | 2011 | Electro-house, Dance-pop | 8,2                  | [ 56 ]        |
| Thelma Aoyama                                | "Soba ni Iru ne"                   | 2008 | Pop                      | 8,2                  | [ 66 ]        |
| The Black Eyed Peas                          | "My Humps"                         | 2005 | Hip hop                  | 8                    | [ 30 ] [ 68 ] |
| Katy Perry                                   | "I Kissed a Girl"                  | 2008 | Pop rock                 | 8                    | [ 19 ]        |
| Utada Hikaru                                 | "Flavor of Life"                   | 2007 | Pop                      | 8                    | [ 69 ]        |
| Taylor Swift                                 | "Love Story"                       | 2008 | Đồng quê, Pop            | 7,9                  | [ 54 ] [ 70 ] |
| P!nk                                         | "So What"                          | 2008 | Pop rock                 | 7,8                  | [ 19 ]        |
| Leona Lewis                                  | "Bleeding Love"                    | 2008 | Pop                      | 7,7                  | [ 66 ]        |
| Katy Perry                                   | "Firework"                         | 2010 | Dance-pop                | 7,56                 | [ 60 ] [ 71 ] |
| Adele                                        | "Someone like You"                 | 2011 | Soul                     | 7,53                 | [ 72 ] [ 73 ] |
| Beyoncé                                      | "Single Ladies (Put a Ring on It)" | 2008 | R&B                      | 7,47                 | [ 74 ] [ 75 ] |
| Journey                                      | "Don't Stop Believin'"             | 1981 | Rock                     | 7,42[a]              | [ 35 ] [ 60 ] |
| Lady Gaga hợp tác với Beyoncé                | "Telephone"                        | 2010 | Electropop               | 7,4                  | [ 53 ]        |
| Avril Lavigne                                | "Girlfriend"                       | 2007 | Pop punk                 | 7,3                  | [ 76 ]        |
| The Black Eyed Peas                          | "The Time (Dirty Bit)"             | 2010 | Dance                    | 7,3                  | [ 56 ]        |
| Taio Cruz                                    | "Dynamite"                         | 2010 | Pop                      | 7,14                 | [ 77 ]        |
| LMFAO                                        | "Sexy and I Know It"               | 2011 | Electro house            | 6,93                 | [ 60 ] [ 78 ] |

## Dẫn chứng
1. ↑  "Guinness Book of Records, 2007 Edition, page 187" (PDF). Bản gốc (PDF) lưu trữ ngày 15 tháng 12 năm 2010. Truy cập ngày 7 tháng 2 năm 2011.
2. 1 2 3 4 5 6 7 8 9 10 11 12  Murrells, Joseph (1978). The Book of Golden Discs . Barrie & Jenkins. ISBN 0-214-20480-4.
3. ↑  "Bill Haley Biography". Rock and Roll Hall of Fame. Bản gốc lưu trữ ngày 22 tháng 5 năm 2010. Truy cập ngày 13 tháng 11 năm 2010.
4. 1 2  Worth, Fred L. and Tamerius, Steve D. (ngày 23 tháng 3 năm 1992). Elvis: his life from A to Z. Wings Books. To enter, user must enter the phrases "9 million copies" in the search bar for "Diana", "22 million copies" for "It's Now or Never," and "over five million" for "Surrender". Truy cập ngày 24 tháng 2 năm 2012.{{Chú thích sách}}:  Quản lý CS1: nhiều tên: danh sách tác giả (liên kết)
5. ↑  Breznican, Anthony (ngày 30 tháng 6 năm 2009). "The many faces of Michael Jackson". USA Today. Gannett Company. Truy cập ngày 19 tháng 7 năm 2009.
6. ↑  "Songwriters Friends: The Ink Spots". Songwriters Hall of Fame. Bản gốc lưu trữ ngày 23 tháng 7 năm 2015. Truy cập ngày 13 tháng 11 năm 2010.
7. ↑  "Christmas hits hard to come by". The Phoenix. Phoenix Media/Communications Group. ngày 1 tháng 12 năm 1979. tr. 63. Truy cập ngày 26 tháng 7 năm 2011.
8. ↑  "In Pictures: The Richest 20 Women In Entertainment". Forbes. ngày 17 tháng 1 năm 2007. Truy cập ngày 8 tháng 4 năm 2011.
9. ↑  Jana-Sophie Brasseler, Von (ngày 2 tháng 10 năm 2009). "Scorpions: Wind of Change - Der Wende-Hit". Hamburger Abendblatt. Axel Springer AG. Truy cập ngày 19 tháng 6 năm 2010.
10. ↑  "坂本九さん 〜心のふるさと・笠間〜". Kasama Tourist Association (bằng tiếng Nhật). Bản gốc lưu trữ ngày 10 tháng 7 năm 2006. Truy cập ngày 20 tháng 2 năm 2008. (Translation)
11. ↑  Andrea Bocelli on singing to thousands, losing his sight and making a fortune ngày 2 tháng 7 năm 2011, Daily Mail
12. ↑  Official Decca website Decca Records
13. ↑  "Glenn Hughes". The Telegraph. London: Telegraph Media Group. ngày 16 tháng 3 năm 2001. Truy cập ngày 29 tháng 7 năm 2009.
14. ↑  McFarlen, Donald. Guinness Book of World Records, 1989, page 155-156. Jim Pattison Group. Truy cập ngày 2 tháng 2 năm 2012.
15. ↑  "The Canadian Pop Encyclopedia - Jacks, Terry". Jam!. Canadian Online Explorer. Truy cập ngày 13 tháng 11 năm 2010.
16. ↑  James Ellis. "Biddu". Metro. Bản gốc lưu trữ ngày 2 tháng 9 năm 2011. Truy cập ngày 17 tháng 4 năm 2011.
17. ↑  Malika Browne (ngày 20 tháng 8 năm 2004). "It's a big step from disco to Sanskrit chants, but Biddu has made it". The Sunday Times. London. Truy cập ngày 30 tháng 5 năm 2011.[liên kết hỏng]
18. 1 2 3 4  Moore-Gilbert, Bart (ngày 11 tháng 3 năm 2002). The Arts in the 1970s: Cultural Closure. Routledge. Truy cập ngày 30 tháng 5 năm 2012.
19. 1 2 3 4 5 6  "20 Best Selling Music Singles Since 1990". The List Blog. Truy cập ngày 25 tháng 3 năm 2012.
20. ↑  "BBC Hereford and Worcester - Roger Whittaker". BBC. Truy cập ngày 19 tháng 1 năm 2009.
21. ↑  "Cher Says 'Farewell' With 50-City Tour". Billboard. Nielsen Company. Truy cập ngày 13 tháng 11 năm 2010.
22. ↑  Tyler, Don (2008). Music of the Postwar Era. ABC-CLIO. tr. 226. Truy cập ngày 9 tháng 7 năm 2012.
23. ↑  "Showbiz: Carey's new Christmas jam". New Straits Times. ngày 16 tháng 12 năm 2010. Lưu trữ bản gốc ngày 22 tháng 6 năm 2011. Truy cập ngày 5 tháng 4 năm 2012.
24. ↑  LaBlanc, Michael L. (1989). Contemporary musicians: profiles of the people in music. Gale Research. Truy cập ngày 21 tháng 3 năm 2012.
25. ↑  Wartofsky, Alona (ngày 13 tháng 7 năm 2003). "Rap's Fresh Heir". The Washington Post. Bản gốc lưu trữ ngày 19 tháng 9 năm 2012. Truy cập ngày 23 tháng 5 năm 2012.
26. ↑  Savage, Mark (ngày 20 tháng 2 năm 2007). "How Disney's TV gang has grown up". BBC News. BBC. Truy cập ngày 14 tháng 11 năm 2010.
27. ↑  "Shakira paie sa tournée" (bằng tiếng Pháp). NRJ Radio. ngày 28 tháng 6 năm 2010. Bản gốc lưu trữ ngày 1 tháng 9 năm 2010. Truy cập ngày 22 tháng 12 năm 2010.
28. ↑  Brunning, Bob (ngày 1 tháng 1 năm 1986). Blues: the British connection. Blandford Press. Truy cập ngày 21 tháng 3 năm 2012.
29. ↑  "Aqua's 'Barbie Girl': Worst Song of the '90s?". SodaHead.com. ngày 7 tháng 9 năm 2011. Bản gốc lưu trữ ngày 4 tháng 4 năm 2012. Truy cập ngày 11 tháng 4 năm 2012.
30. 1 2 3
31. ↑  "Radio 2 -Sold On Song - Top 100 - No.91". BBC. Truy cập ngày 29 tháng 7 năm 2009.
32. ↑  Koster, Rick. Louisiana Music: A Journey from R&B to Zydeco, Jazz to Country, Blues to Gospel, Cajun psMusic... (2002), Da Capo Press, page 271 - ISBN 0-306-81003-4
33. ↑  "Dieter Bohlen - Germany's Prince of Pop". Deutsche Welle. ARD. ngày 12 tháng 2 năm 2003. Truy cập ngày 29 tháng 7 năm 2009.
34. ↑  "1994: Rock musician Kurt Cobain 'shoots himself'". BBC On This Day. BBC. ngày 8 tháng 4 năm 1994. Truy cập ngày 29 tháng 7 năm 2009.
35. 1 2  "Week Ending ngày 18 tháng 3 năm 2012. Songs: Your '80s Party Mix-Tape". New.music.yahoo.com. ngày 21 tháng 3 năm 2012. Truy cập ngày 29 tháng 3 năm 2012.
36. ↑  Denisoff, R. Serge and Romanowski, William D. (1990). Risky business: rock in film. Transaction Publishers. Truy cập ngày 22 tháng 2 năm 2012.{{Chú thích sách}}:  Quản lý CS1: nhiều tên: danh sách tác giả (liên kết)
37. ↑  "Billboard Vol. 84, No. 49". Nielsen Business Media. ngày 2 tháng 12 năm 1972. tr. 40. Truy cập ngày 30 tháng 5 năm 2012. {{Chú thích tạp chí}}: Chú thích magazine cần |magazine= (trợ giúp)
38. ↑  Daily Mail reporter (ngày 10 tháng 10 năm 2009). "Stars of the 80s make a comeback... with the same tunes but without the bizarre haircuts". Daily Mail. Truy cập ngày 1 tháng 7 năm 2012.
39. ↑  "a-ha Biography". SoundWound. Amazon.com. Truy cập ngày 1 tháng 7 năm 2012.
40. ↑  Thomasson, JoAnne; Pesut, Robert; Pesut, Bob (ngày 10 tháng 6 năm 2009). Experiencing Introductory Algebra, page 120. Prentice Hall. Truy cập ngày 22 tháng 2 năm 2012.{{Chú thích sách}}:  Quản lý CS1: nhiều tên: danh sách tác giả (liên kết)
41. ↑  Haden-Guest, Anthony (ngày 24 tháng 2 năm 1986). New York Magazine: "Jewel of a Nile", p. 49. New York Magazine. Truy cập ngày 27 tháng 2 năm 2012.
42. ↑  Harold, Chuck (ngày 11 tháng 7 năm 1972). "Danyel Gerard Goes From Folk to Soft Rock". The Evening Independent. St. Petersburg, Florida. Truy cập ngày 10 tháng 11 năm 2009.
43. ↑  Jancick, Wayne (1998). The Billboard book of one-hit wonders. Billboard Books. Truy cập ngày 24 tháng 2 năm 2012.
44. ↑  Bakker, Sietse (ngày 27 tháng 2 năm 2006). "Las Ketchup to represent Spain!". European Broadcasting Union. Truy cập ngày 15 tháng 8 năm 2012.
45. ↑  "Chứng nhận đĩa đơn   Hoa Kỳ – Puff Daddy – I_ll Be Missing You" (bằng tiếng Anh). Hiệp hội Công nghiệp Ghi âm Hoa Kỳ. Truy cập ngày 22 tháng 6 năm 2012.
  - "ARIA Charts – Accreditations – 1997 Singles" (PDF) (bằng tiếng Anh). Hiệp hội Công nghiệp ghi âm Úc. Truy cập ngày 20 tháng 4 năm 2008.
  - "Chứng nhận đĩa đơn   Pháp – Puff Daddy – I'll Be Missing You" (bằng tiếng Pháp). Syndicat National de l'Édition Phonographique. Truy cập ngày 20 tháng 4 năm 2008.
  - "Gold-/Platin-Datenbank (Puff Daddy; 'Tribute To The Notorious B.I.G.')" (bằng tiếng Đức). Bundesverband Musikindustrie. Truy cập ngày 22 tháng 6 năm 2012.
  - "Chứng nhận đĩa đơn   Hà Lan – Puff Daddy – I'll Be Missing You" (bằng tiếng Hà Lan). Nederlandse Vereniging van Producenten en Importeurs van beeld- en geluidsdragers. Truy cập ngày 9 tháng 12 năm 2008. Nhập I'll Be Missing You  trong mục "Artiest of titel".
46. ↑  "The Best Selling Singles Of All Time". everyHit.com. Truy cập ngày 11 tháng 4 năm 2012.
47. ↑  "Les Singles en Or:". Infodisc.fr (bằng tiếng Pháp). Truy cập ngày 22 tháng 6 năm 2012.
48. ↑  McLeod, Ken (ngày 31 tháng 8 năm 2011). We Are the Champions: The Politics of Sports and Popular Music. Ashgate Publishing, Ltd. Truy cập ngày 27 tháng 2 năm 2012.
49. ↑  Carson, Jim (ngày 5 tháng 8 năm 2011). "Did You You: "San Francisco (Be Sure to Wear Flowers in Your Hair)" By Scott McKenzie". CBS Radio. Truy cập ngày 24 tháng 2 năm 2012.
50. ↑  "http://y.saoju.net/szzj/album/292/". Bản gốc lưu trữ ngày 13 tháng 4 năm 2021. {{Chú thích web}}: Liên kết ngoài trong |tựa đề= (trợ giúp)
51. 1 2  "Billie Eilish's 'Bad Guy' Named IFPI's Biggest Global Single of 2019". https://www.billboard.com. ngày 3 tháng 10 năm 2020. Truy cập ngày 14 tháng 11 năm 2020. {{Chú thích web}}: Liên kết ngoài trong |website= (trợ giúp)
52. ↑  "Havana by Camila Cabello (featuring Young Thug) named best-selling single of 2018". https://www.ifpi.org. ngày 6 tháng 3 năm 2019. {{Chú thích web}}: Liên kết ngoài trong |website= (trợ giúp)
53. 1 2 3 4 5  "IFPI publishes Digital Music Report 2011". Bản gốc lưu trữ ngày 21 tháng 2 năm 2011. Truy cập ngày 20 tháng 1 năm 2012.
54. 1 2 3 4  "Top 10 Digital Songs 2009" (PDF). International Federation of the Phonographic Industry. tr. 7. Bản gốc (PDF) lưu trữ ngày 26 tháng 3 năm 2012. Truy cập ngày 15 tháng 1 năm 2012.
55. ↑  Paul Grein (ngày 22 tháng 8 năm 2012). "Week Ending Aug. 19, 2012. Songs: Swift Makes Digital History". Yahoo! Music. Truy cập ngày 22 tháng 8 năm 2012.
  - "The Nielsen Company & Billboard's 2010 Music Industry Report". Nielsen Company & Billboard. Business Wire. ngày 6 tháng 1 năm 2011. Truy cập ngày 29 tháng 9 năm 2012.
56. 1 2 3 4 5 6 7 8  "Digital Music Report 2012" (PDF). International Federation of the Phonographic Industry. ngày 23 tháng 1 năm 2012. Bản gốc (PDF) lưu trữ ngày 5 tháng 12 năm 2016. Truy cập ngày 1 tháng 2 năm 2012.
57. 1 2  "Top 10 Digital Songs 2009" (PDF). International Federation of the Phonographic Industry. tr. 7. Bản gốc (PDF) lưu trữ ngày 26 tháng 3 năm 2012. Truy cập ngày 15 tháng 1 năm 2012.
  - Montogomery, James (ngày 9 tháng 12 năm 2009). "Eminem Is The Best-Selling Artist Of The Decade". MTV. MTV Networks. Bản gốc lưu trữ ngày 2 tháng 12 năm 2010. Truy cập ngày 11 tháng 12 năm 2009.
  - Trust, Gary (ngày 12 tháng 6 năm 2012). "Ask Billboard: Was Lady Gaga's 'Born This Way' a Disappointment?". Billboard. Truy cập ngày 11 tháng 7 năm 2012.
58. ↑  Grein, Paul (ngày 4 tháng 7 năm 2012). "Week Ending ngày 1 tháng 7 năm 2012. Songs: Jepsen Does Canada Proud". Yahoo! Music. Truy cập ngày 5 tháng 9 năm 2012.
  - Grein, Paul (ngày 30 tháng 11 năm 2011). "Week Ending Nov. 27, 2011. Songs: The Record Rihanna Would Like To Shed". Yahoo!. Truy cập ngày 28 tháng 9 năm 2012.
59. ↑  Grein, Paul (ngày 11 tháng 6 năm 2012). "Week Ending ngày 8 tháng 7 năm 2012. Songs: Jepsen's Digital Record". Yahoo Music. Truy cập ngày 15 tháng 6 năm 2012.
  - "ARIA Charts – Accreditations – 2011 Singles" (PDF) (bằng tiếng Anh). Hiệp hội Công nghiệp ghi âm Úc.
  - "Chứng nhận đĩa đơn   Canada – Adele – Rolling in the Deep" (bằng tiếng Anh). Music Canada.
  - "Gold-/Platin-Datenbank (Adele; 'Rolling in the Deep')" (bằng tiếng Đức). Bundesverband Musikindustrie.
  - "Certificaciones" (bằng tiếng Tây Ban Nha). Asociación Mexicana de Productores de Fonogramas y Videogramas. Nhập Adele ở khúc dưới tiêu đề cột ARTISTA  và Rolling in the Deep ở chỗ điền dưới cột tiêu đề TÍTULO'.
  - "Chứng nhận đĩa đơn   Hoa Kỳ – Adele – Rolling in the Deep" (bằng tiếng Anh). Hiệp hội Công nghiệp Ghi âm Hoa Kỳ.
60. 1 2 3 4  Rhian, Jones (ngày 8 tháng 5 năm 2012). "Will Young's Evergreen named best selling single of the 21st century". Music Week. Truy cập ngày 18 tháng 7 năm 2012. {{Chú thích tạp chí}}: Chú thích magazine cần |magazine= (trợ giúp)
  - Gezza7T6 (ngày 7 tháng 5 năm 2012). "Top 150 Best Selling singles of the 21st Century, Complete! Full list first post". Music Week. BuzzJack.com. Truy cập ngày 18 tháng 7 năm 2012.{{Chú thích web}}:  Quản lý CS1: tên số: danh sách tác giả (liên kết)
61. ↑  Grein, Paul (ngày 11 tháng 6 năm 2012). "Week Ending ngày 8 tháng 7 năm 2012. Songs: Jepsen's Digital Record". Yahoo Music. Truy cập ngày 15 tháng 6 năm 2012.
  - "ARIA Charts – Accreditations – 2008 Singles" (PDF) (bằng tiếng Anh). Hiệp hội Công nghiệp ghi âm Úc.
  - "Chứng nhận đĩa đơn   Canada – Flo Rida – Low" (bằng tiếng Anh). Music Canada.
  - "Gold-/Platin-Datenbank (Flo Rida; 'Low')" (bằng tiếng Đức). Bundesverband Musikindustrie.
  - "Chứng nhận đĩa đơn   New Zealand – Flo Rida – Low" (bằng tiếng Anh). Recorded Music NZ.[liên kết hỏng]
  - "Chứng nhận đĩa đơn   Hoa Kỳ – Flo Rida – Low" (bằng tiếng Anh). Hiệp hội Công nghiệp Ghi âm Hoa Kỳ.
62. ↑  De Backer, Wouter (ngày 1 tháng 9 năm 2012). "My Secret Life: Gotye, 32, singer-songwriter". The Independent. Bản gốc lưu trữ ngày 23 tháng 11 năm 2014. Truy cập ngày 8 tháng 10 năm 2012.
63. ↑  "Shakira to Release Special U.S. Edition of Her Hit Album She Wolf". PR Newswire. United Business Media. ngày 18 tháng 11 năm 2009. Truy cập ngày 13 tháng 11 năm 2010.
64. ↑  Grein, Paul. "Week Ending ngày 22 tháng 4 năm 2012: A Record For Maroon 5". Yahoo! Music. Truy cập ngày 28 tháng 6 năm 2012.
  - Montogomery, James (ngày 9 tháng 12 năm 2009). "Eminem Is The Best-Selling Artist Of The Decade". MTV. MTV Networks. Bản gốc lưu trữ ngày 2 tháng 12 năm 2010. Truy cập ngày 11 tháng 12 năm 2009.
65. ↑  Fowler (ngày 15 tháng 8 năm 2012). "Carly Rae Jepsen releases new single 'This Kiss' -- Hear it now". Enternaiment Weekly. Truy cập ngày 8 tháng 10 năm 2012. {{Chú thích báo}}: Đã bỏ qua tham số không rõ |name= (trợ giúp)
66. 1 2 3  "Top 10 Digital Single Tracks 2008" (PDF). International Federation of the Phonographic Industry. tr. 7. Bản gốc (PDF) lưu trữ ngày 4 tháng 10 năm 2015. Truy cập ngày 14 tháng 11 năm 2010.
67. ↑  Trust, Gary (ngày 30 tháng 4 năm 2010). "Ask Billboard: 'Glee'-ful About Madonna". Billboard. Nielsen Business Media, Inc. Truy cập ngày 22 tháng 4 năm 2012.
68. ↑  Grein, Paul (ngày 3 tháng 6 năm 2009). "Week Ending ngày 31 tháng 5 năm 2009: "Boom Boom Pow" Sets Digital Record". Yahoo!. Truy cập ngày 22 tháng 4 năm 2012.
69. ↑  "宇多田ヒカル、デビュー以来全アルバムがミリオン達成". Barks Global Music Explorer (bằng tiếng Nhật). Truy cập ngày 21 tháng 7 năm 2011. (Translation)
70. ↑  "Ask Billboard: Taylor Swift's Career Sales". Billboard. Nielsen Business Media, Inc. Bản gốc lưu trữ ngày 9 tháng 10 năm 2012. Truy cập ngày 25 tháng 8 năm 2012.
  - Montogomery, James (ngày 9 tháng 12 năm 2009). "Eminem Is The Best-Selling Artist Of The Decade". MTV. MTV Networks. Bản gốc lưu trữ ngày 2 tháng 12 năm 2010. Truy cập ngày 11 tháng 12 năm 2009.
71. ↑  Grein, Paul (ngày 11 tháng 7 năm 2012). "Week Ending ngày 8 tháng 7 năm 2012. Albums: Chris Brown, 2; Rihanna, 0". Yahoo! Music. Truy cập ngày 20 tháng 7 năm 2012.
  - "ARIA Charts – Accreditations – 2011 Singles" (PDF) (bằng tiếng Anh). Hiệp hội Công nghiệp ghi âm Úc.
  - "Chứng nhận đĩa đơn   Canada – Katy Perry – Firework" (bằng tiếng Anh). Music Canada.
  - "Gold-/Platin-Datenbank (Katy Perry; 'Firework')" (bằng tiếng Đức). Bundesverband Musikindustrie.
  - "Chứng nhận đĩa đơn   Anh Quốc – Katy Perry – Firework" (bằng tiếng Anh). British Phonographic Industry. Chọn single trong phần Format. Nhập Firework  vào mục "Search BPI Awards" rồi ấn Enter.
72. ↑  Grein, Paul (ngày 11 tháng 6 năm 2012). "Week Ending ngày 8 tháng 7 năm 2012. Songs: Jepsen's Digital Record". Yahoo Music. Truy cập ngày 15 tháng 6 năm 2012.
  - "ARIA Charts – Accreditations – 2011 Singles" (PDF) (bằng tiếng Anh). Hiệp hội Công nghiệp ghi âm Úc.
  - "Chứng nhận đĩa đơn   Canada – Adele – Someone like You" (bằng tiếng Anh). Music Canada.
  - "Gold-/Platin-Datenbank (Adele; 'Someone like You')" (bằng tiếng Đức). Bundesverband Musikindustrie.
73. ↑  Rhian, Jones (ngày 8 tháng 5 năm 2012). "Will Young's Evergreen named best selling single of the 21st century". Music Week. Truy cập ngày 28 tháng 6 năm 2012. {{Chú thích tạp chí}}: Chú thích magazine cần |magazine= (trợ giúp)
74. ↑  "Week Ending ngày 18 tháng 3 năm 2012. Songs: Your '80s Party Mix-Tape". New.music.yahoo.com. ngày 21 tháng 3 năm 2012. Truy cập ngày 29 tháng 3 năm 2012.
  - "ARIA Charts – Accreditations – 2010 Singles" (PDF) (bằng tiếng Anh). Hiệp hội Công nghiệp ghi âm Úc.
  - "Chứng nhận đĩa đơn   Canada – Beyoncé – Single Ladies (Put a Ring on It)" (bằng tiếng Anh). Music Canada.
  - "Chứng nhận đĩa đơn   Anh Quốc – Beyoncé – Single Ladies (Put a Ring on It)" (bằng tiếng Anh). British Phonographic Industry. Chọn single trong phần Format. Nhập Single Ladies (Put a Ring on It)  vào mục "Search BPI Awards" rồi ấn Enter.
75. ↑  Rhian, Jones (ngày 8 tháng 5 năm 2012). "Will Young's Evergreen named best selling single of the 21st century". Music Week. Truy cập ngày 18 tháng 7 năm 2012. {{Chú thích tạp chí}}: Chú thích magazine cần |magazine= (trợ giúp)
  - Gezza7T6 (ngày 7 tháng 5 năm 2012). "Top 150 Best Selling singles of the 21st Century, Complete! Full list first post". Music Week. BuzzJack.com. Truy cập ngày 18 tháng 7 năm 2012.{{Chú thích web}}:  Quản lý CS1: tên số: danh sách tác giả (liên kết)
  - Korea Sales (2010 only):"2010년 가온차트 부문별 Top 100위 - 국외". Gaonchart. ngày 10 tháng 2 năm 2011. Truy cập ngày 25 tháng 8 năm 2012.
76. ↑  "Top 10 Global Digital Singles 2007" (PDF). International Federation of the Phonographic Industry. tr. 6. Bản gốc (PDF) lưu trữ ngày 26 tháng 11 năm 2010. Truy cập ngày 13 tháng 11 năm 2010.
77. ↑  Paul Grein (ngày 29 tháng 2 năm 2012). "Week Ending Feb. 26, 2012. Songs: Clarkson Sets "Idol" Record". Yahoo. Truy cập ngày 18 tháng 3 năm 2012.
  - "ARIA Charts – Accreditations – 2011 Singles" (PDF) (bằng tiếng Anh). Hiệp hội Công nghiệp ghi âm Úc.
  - "Chứng nhận đĩa đơn   Canada – Taio Cruz – Dynamite" (bằng tiếng Anh). Music Canada.
  - "Gold-/Platin-Datenbank (Taio Cruz; 'Dynamite')" (bằng tiếng Đức). Bundesverband Musikindustrie.
78. ↑  Grein, Paul (ngày 18 tháng 4 năm 2012). "Week Ending ngày 15 tháng 4 năm 2012. Songs: Gotye Beats Bieber". Yahoo!. Truy cập ngày 21 tháng 4 năm 2012.
  - "ARIA Charts – Accreditations – 2012 Singles" (PDF) (bằng tiếng Anh). Hiệp hội Công nghiệp ghi âm Úc.
  - "Chứng nhận đĩa đơn   Canada – LMFAO – Sexy and I Know It" (bằng tiếng Anh). Music Canada.
  - "Gold-/Platin-Datenbank (LMFAO; 'Sexy and I Know It')" (bằng tiếng Đức). Bundesverband Musikindustrie.

- Guinness Book of Records 2007: ISBN 1-904994-11-3